# Bogyoke-Aung-San-Stadion
Das Bogyoke-Aung-San-Stadion ist ein Mehrzweckstadion in Rangun, Myanmar. Benannt wurde es nach birmanischen Militärführer Aung San (1915–1947). Das Stadion bietet offiziell Platz für 40.000 Zuschauer. Es umfasst eine überdachte Tribüne mit Sitzplätzen sowie nicht überdachte Stehplätze auf den übrigen Seiten. Es ist damit das größte Stadion in Myanmar und war bis in die 1980er Jahre das Nationalstadion des Landes. 1961 und 1969 wurden hier die Südostasienspiele ausgetragen. 
Im Bogyoke-Aung-San-Stadion finden regelmäßig Spiele der Myanmar National League statt. Da es in Myanmar nur wenige Stadien gibt, spielen verschiedene Vereine aus dem ganzen Land im Bogyoke-Aung-San-Stadion. Internationale Spiele finden mittlerweile im moderneren Thuwanna-Stadion statt. Der lokale Verein Yangon United trägt ebenfalls keine Spiele mehr im Aung-San-Stadion aus und spielt nun im Yangon United Sports Complex oder ebenfalls im Thuwanna-Stadion.
Neben dem Freiluftstadion gibt es das „Aung San National Indoor Stadium“ für Hallenwettbewerbe.